# Kai Merk
Kai Merk (ur. 28 sierpnia 1998 w Dahn) – kirgisko-niemiecki piłkarz, występujący na pozycji napastnika w luksemburskim klubie Union Titus Pétange oraz w reprezentacji Kirgistanu. Uczestnik Pucharu Azji 2023.

## Statystyki

### Klubowe
Na podstawie:
| Klub                | Sezonów | Liga                          | Liga  | Liga   | Puchar krajowy | Puchar krajowy | Kontynentalne | Kontynentalne | Suma  | Suma   |
| Klub                | Sezonów | Liga                          | Mecze | Bramki | Mecze          | Bramki         | Mecze         | Bramki        | Mecze | Bramki |
| ------------------- | ------- | ----------------------------- | ----- | ------ | -------------- | -------------- | ------------- | ------------- | ----- | ------ |
| SV 07 Elversberg II | 2       | Saarlandliga                  | 40    | 47     | 0              | 0              | –             | –             | 47    | 56     |
| SV 07 Elversberg II | 1       | Oberliga Rheinland-Pfalz/Saar | 7     | 9      | 0              | 0              | –             | –             | 47    | 56     |
| SV 07 Elversberg    | 3       | Fußball-Regionalliga          | 29    | 2      | 11             | 10             | –             | –             | 40    | 12     |
| VfR Aalen           | 1       | Oʻzbekiston PFL               | 36    | 4      | 3              | 0              | –             | –             | 39    | 4      |
| Union Titus Pétange | 3       | Nationaldivisioun             | 63    | 25     | 6              | 2              | –             | –             | 69    | 27     |
|                     | Łącznie | Łącznie                       | 114   | 68     | 9              | 6              | 12            | 2             | 135   | 76     |

### Reprezentacyjne
Na podstawie:
| Mecze i gole w reprezentacji podczas Pucharu Azji 2023 | Mecze i gole w reprezentacji podczas Pucharu Azji 2023 | Mecze i gole w reprezentacji podczas Pucharu Azji 2023 | Mecze i gole w reprezentacji podczas Pucharu Azji 2023 | Mecze i gole w reprezentacji podczas Pucharu Azji 2023 | Mecze i gole w reprezentacji podczas Pucharu Azji 2023 | Mecze i gole w reprezentacji podczas Pucharu Azji 2023 | Mecze i gole w reprezentacji podczas Pucharu Azji 2023 |
| Lp.                                                    | Data                                                   | Miasto                                                 | Przeciwnik                                             | Wynik                                                  | Gole                                                   | Inne                                                   | Faza rozgrywek                                         |
| ------------------------------------------------------ | ------------------------------------------------------ | ------------------------------------------------------ | ------------------------------------------------------ | ------------------------------------------------------ | ------------------------------------------------------ | ------------------------------------------------------ | ------------------------------------------------------ |
| 1.                                                     | 16.01.2024                                             | Doha                                                   | Tajlandia                                              | 0:2 (0:1)                                              |                                                        |                                                        | Faza grupowa                                           |
| 2.                                                     | 21.01.2024                                             | Ar-Rajjan                                              | Arabia Saudyjska                                       | 0:2 (0:1)                                              |                                                        |                                                        | Faza grupowa                                           |
| 3.                                                     | 25.01.2024                                             | Doha                                                   | Oman                                                   | 1:1 (0:1)                                              |                                                        |                                                        | Faza grupowa                                           |